# ミルザー・アブドッラー

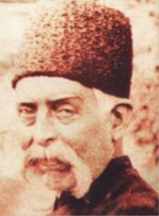
ミルザー・アブドッラー

ミルザー・アブドッラー (Mirza Abdollah, ペルシア語: میرزا عبدالله فراهانی, 1843年 - 1918年) は、タール、セタール奏者。イラン史上最高の音楽家と称えられる。
テヘラン生まれ。弟ミルザー・ホセインゴリー(Mirza Hossein Gholi)と共に当時著名な音楽家であった父アリーアキバル・ファラーハーニー(Ali-Akbar Farahani)から音楽の手ほどきを受ける。
タールとセタールのためのラディーフが彼の最高傑作とされている。また音楽教師としても高名で門下からは優れた音楽家が輩出された。

## 著名な門下生
- Seyyed Hossein Khalifih
- Dr. Mihdi Sulhi
- Mihdi Gholi Hidayat
- Esmaeil Ghahremani
- Ali Naqi Vaziri
- Abolhasan Saba
- Haji Aqa Muhammad Irani Mujarrad